# Skywalker Ranch
Pour les articles homonymes, voir Skywalker et Ranch (homonymie).
Le Skywalker Ranch est un ranch-campus-cinématographique de style victorien de 1978 et un domaine de plus de 3700 hectares, du producteur de cinéma, scénariste, et réalisateur américain George Lucas, à Nicasio, à 50 km au Nord de San Francisco, dans le Lucas Valley-Marinwood du comté de Marin en Californie aux États-Unis. Baptisé du nom de la famille Skywalker de sa célèbre saga Star Wars, ce vaste campus privé non ouvert au public, est entre autres avec le Presidio de San Francisco, le siège social historique de sa société de production Lucasfilm et de filiales dont Skywalker Sound ou Lucas Licensing... Le domaine est vendu en 2012 par George Lucas pour 4 milliards de dollars à The Walt Disney Company, avec sa société Lucasfilm et ses droits d'auteur de sa saga Star Wars.

## Historique

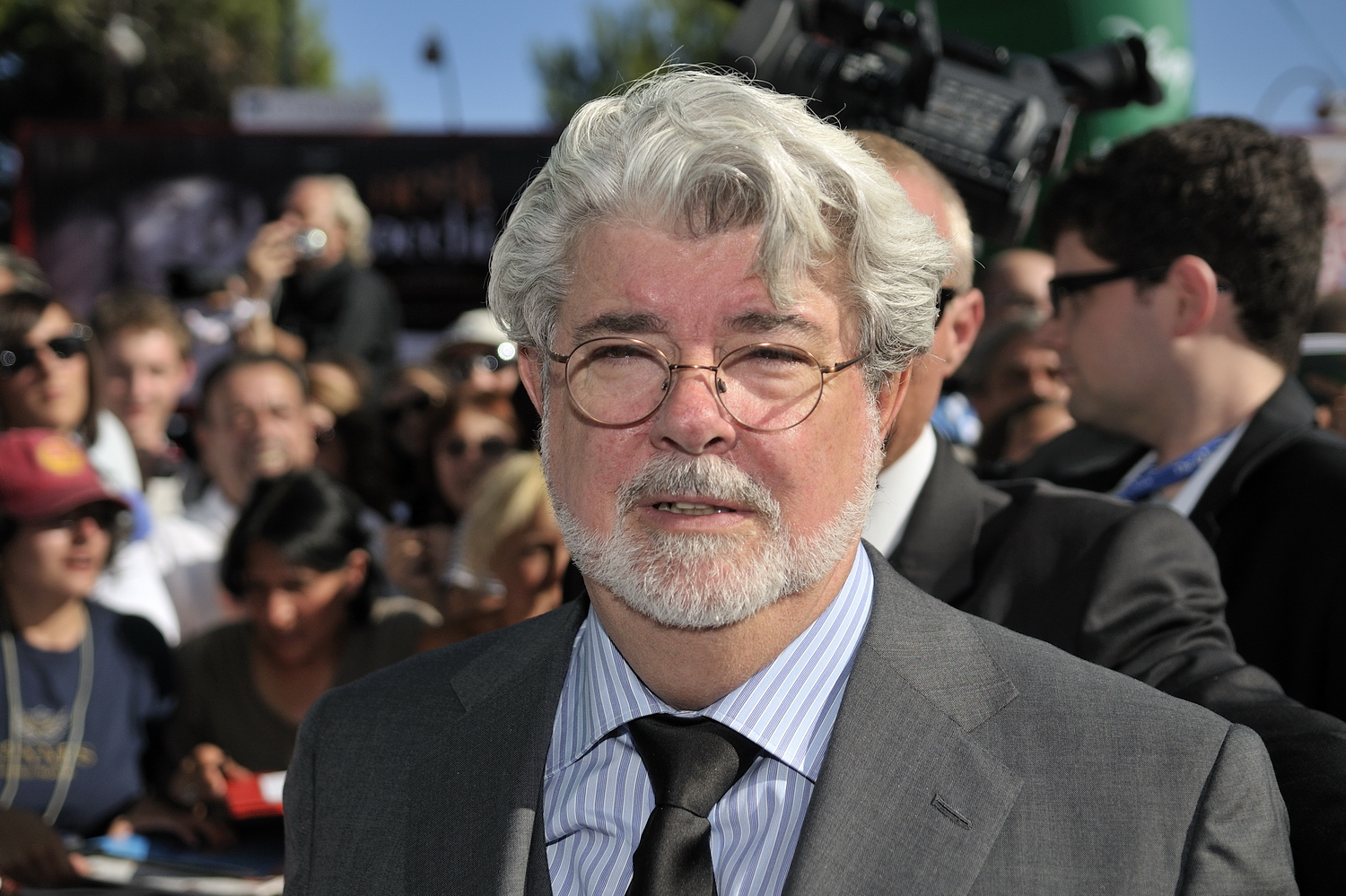
George Lucas en 2009

George Lucas, né le 14 mai 1944 à Modesto en Californie, et étudiant de l'école de cinéma de l'université du Sud de la Californie de Los Angeles, fonde sa société de production de cinéma Lucasfilm en 1971. À la suite de ses succès dans le monde du cinéma, il achète ce ranch situé à 50 km au nord de San Francisco en 1978, au cœur de la vallée verdoyante Lucas Valley-Marinwood. Progressivement, il étend le domaine sur un ancien domaine ayant appartenu à John Lucas, éleveur du XIXe siècle sans lien de parenté avec lui, et sur d'autres ranchs voisins, pour un coût estimé à ce jour à près de 100 millions de dollars par The Wall Street Journal.
Le vaste domaine privé n'est pas ouvert au public, bien que de nombreux fans curieux tentent régulièrement de s’y introduire. Lorsque le Président des États-Unis Ronald Reagan a demandé à visiter le Skywalker Ranch, peu de temps après que Lucasfilm a perdu son procès pour empêcher le gouvernement Reagan de l’époque d’utiliser le nom de Star Wars (Guerre des étoiles) pour son programme d'Initiative de défense stratégique durant la Guerre froide en 1983, sa demande fut refusée.
À partir de 1999, George Lucas étend également son campus sur le Presidio de San Francisco, à 50 km plus au sud, puis prend sa retraite en 2012 en vendant sa société Lucasfilm (dont le ranch) et ses droits d'auteur de la saga Star Wars à The Walt Disney Company pour 4 milliards de dollars.

### Caractéristiques

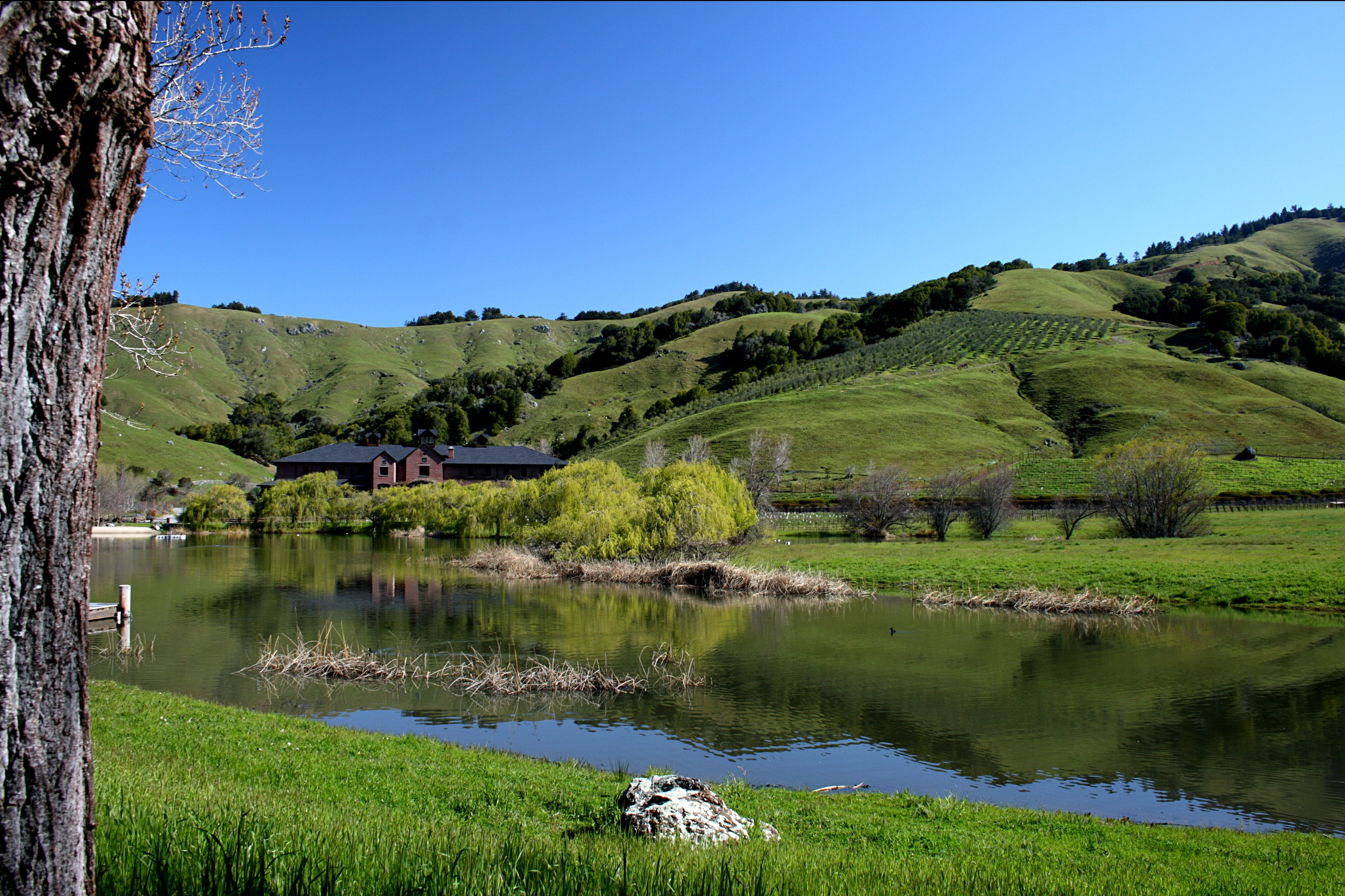
Lac Ewok, oliveraie, et locaux de Skywalker Sound dans le fond.

Le ranch-campus exploite à ce jour 6 hectares du domaine, avec entre autres, : 
- le bureau personnel historique de George Lucas[5], les studios de montage Lucasfilm, la société Skywalker Sound, le centre d'archives des films Lucasfilm[6] (objets, décors, costumes, dessins, études, maquettes, affiches, scénarios...), une importante bibliothèque thématique sous une coupole art nouveau[7], un hôtel-restaurant bed and breakfast privé « Inn at Skywalker Ranch » d'une trentaine de chambres ;

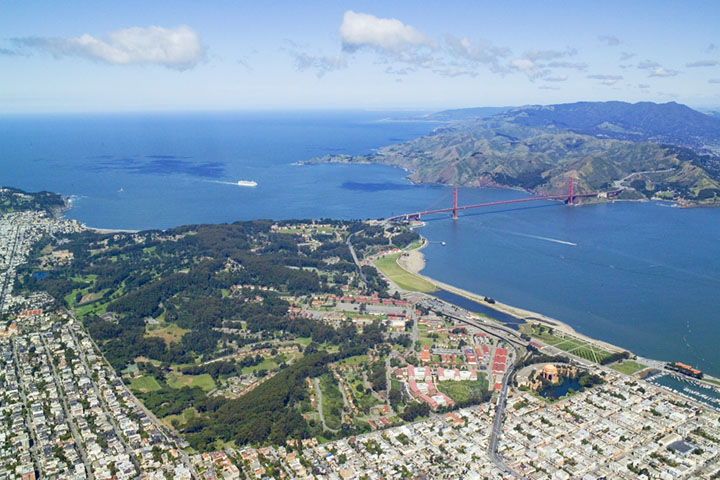
Letterman Digital Arts Center du Presidio de San Francisco (extension du campus, au bord de la baie de San Francisco et du Pont du Golden Gate, à San Francisco, à 50 km plus au sud).

- un élevage de chevaux, de bœufs Wagyu (Bœuf de Kobe), et de cerf, de vastes pâturages, un domaine viticole « Skywalker Vineyards » depuis 1991 d'environ 10 hectares de chardonnay et de pinot noir, une oliveraie de 7 hectares, une exploitation d'apiculture, un jardin potager bio, un verger (dont les récoltes sont utilisées dans les restaurants du personnel) ;
- des terrains de baseball, basket-ball, volley-ball, handball, tennis, racquetball, salle de fitness, d'aérobic, une piscine extérieure de 7,5 × 25 m, le lac artificiel Ewok ;
- un théâtre privé El Stag de 300 places, de nombreuses salles de projection, un observatoire astronomique, un parking souterrain pour préserver le paysage naturel, une boutique d'objets Lucasfilm, un service de sécurité, et une brigade de pompiers privée.

## Symbole d'indépendance
Ce lieu est un symbole concret de l’indépendance de George Lucas vis-à-vis du monde du cinéma américain d'Hollywood, ainsi qu'un symbole du Rêve américain. Ce projet remonte à l’époque de THX 1138 de 1971, où George Lucas et son ami Francis Ford Coppola, dans l’utopie du début des années 1970, rêvaient de créer un lieu consacré à la création cinématographique en marge du système hollywoodien. Ce projet ne put aboutir à l'époque, mais l'important succès de Star Wars lui permit finalement d’y parvenir, avec ce ranch au cadre idéal propice à la création et postproduction de ses films.

## Skywalker Vineyards
Le ranch comprend un domaine viticole et une société d'investissement dans le vin, Skywalker Vineyards, propriétaire d'autres domaines viticoles en Europe. L'histoire de Skywalker Vineyards commence en 1991, avec la plantation de 1,5 hectare de vignes sur le domaine du ranch. En 2007, la société acquiert Il Convento, dans la région d'Ombrie en Italie. En 2017, Skywalker Vineyards rachète le domaine de Château Margüi à Châteauvert, dans le département du Var en France, pour un montant estimé à 9,5 millions d'euros et annonce un investissement de 15 millions, comprenant la construction d'une résidence hôtelière... Le domaine produit le vin Viandante del Cielo ("Skywalker" en italien).

## Big Rock Ranch
Entre 1996 et 2002, un second campus, Big Rock Ranch, est construit sur plus de 400 hectares au voisinage sud-ouest du ranch Skywalker, en parallèle du vaste campus Letterman Digital Arts Center du Presidio de San Francisco. Entre autres, sont hébergés dans Big Rock Ranch les filiales Industrial Light & Magic et LucasArts. En 2018, le campus est transformé en un complexe hôtelier d'une soixantaine de chambres, le  « Summit at Skywalker Ranch ».